# Шульте, Вальтер
Вальтер Шульте (нем. Walter Schulte; 29 марта 1910, Франкфурт-на-Майне, Германская империя — 19 августа 1972, Тироль, Австрия) — немецкий психиатр. Разработал Таблицы Шульте — психодиагностическую методику для исследования и развития свойств внимания. 

## Жизнь
Шульте изучал медицину и получил докторскую степень в Университете Франкфурта-на-Майне в 1934 году, а год спустя стал ассистентом врача в Эрфурте. С 1936 по 1947 год он обучался у Ганса Бергера в Йене, где он стал старшим врачом в 1941 году. В 1943 году завершил хабилитацию. С 1947 по 1954 год он работал старшим консультантом в доме Мории в Вефиле. С 1954 по 1960 год Шульте был директором психиатрического учреждения Гютерсло и в 1960 году стал профессором в Тюбингене. Еще в 1962 году он был назначен директором университетской нервной клиники в Тюбингене, которую он занимал до своей смерти в 1972 году. С 1965 по 1967 год Шульте был председателем немецкой секции ILAE (с 2004 года: Немецкое общество по эпилептологии; DGfE).
В 1968 году он был избран членом академии Леопольдина.

## Сочинения

### Как автор
- с Генрихом Eufinger: обнаружение органически связанного йода в крови и его значение в нормальной и токсической беременности. В кн .: Архивы гинекологии. Том 152 (1933), стр. 479—491, doi: 10.1007 / BF01927010 (диссертация, Университет Франкфурта, 1934).
- Синкопальные вазомоторные судороги (= сбор психиатрических и неврологических индивидуальных представлений, том 21). Тиме, Лейпциг, 1943 (дипломная работа, Университет Йены, 1943); 2-е, полностью переработанное издание: Синкопальные припадки. Тим, Штутгарт 1949.
- Постоянное повреждение головного мозга после тяжелой дистрофии. Урбан и Шварценберг, Мюнхен, 1953
- Клиника «институциональной» психиатрии. Тим, Штутгарт 1962.
- Эпилепсия и ее периферийные области в клинике и практике. Lehmanns, Мюнхен, 1964.
- Исследования по современной психотерапии (= вклад в практическое богословие. 1). Quelle & Meyer, Гейдельберг, 1964.
- Психотерапевтически-психиатрический семинар. Тим, Штутгарт 1967.
- с Mechthild Schulte, Solveig Schulte: нежелательная беременность: психическое развитие после отторжения и после прерывания беременности по психиатрическим и неврологическим показаниям. Тим, Штутгарт 1969.
- с Иоахимом Финке: Нарушения сна: причины и лечение. Тим, Штутгарт 1970; 2-е, исправленное издание 1979 г.
- с Райнером Толье: психиатрия. Springer, Берлин / Гейдельберг / Нью-Йорк, 1971; 5-е издание 1979 г.
- Мир душевнобольных. Vandenhoeck & Ruprecht, Геттинген, 1974.

### Как редактор
- О характере меланхолического опыта и возможностях влияния. Гиппократ, Штутгарт 1965.
- с Вернером Менде: Меланхолия в исследованиях, клинике и лечении. Тим, Штутгарт 1969.
- с Райнером Тёлле: Безумие. Тим, Штутгарт, 1972.